# Svinjarevci
Svinjarevci – wieś w Chorwacji, w żupanii vukowarsko-srijemskiej, w gminie Bogdanovci. W 2011 roku liczyła 386 mieszkańców.